# Municipio de Minden (Míchigan)
El municipio de Minden (en inglés: Minden Township) es un municipio ubicado en el condado de Sanilac en el estado estadounidense de Míchigan. En el año 2010 tenía una población de 545 habitantes y una densidad poblacional de 5,83 personas por km².

## Geografía
El municipio de Minden se encuentra ubicado en las coordenadas 43°38′25″N 82°49′13″O / 43.64028, -82.82028. Según la Oficina del Censo de los Estados Unidos, el municipio tiene una superficie total de 93.56 km², de la cual 93,5 km² corresponden a tierra firme y (0,06 %) 0,06 km² es agua.

## Demografía
Según el censo de 2010, había 545 personas residiendo en el municipio de Minden. La densidad de población era de 5,83 hab./km². De los 545 habitantes, el municipio de Minden estaba compuesto por el 97,61 % blancos, el 0,55 % eran amerindios, el 0,18 % eran asiáticos, el 0,55 % eran de otras razas y el 1,1 % eran de una mezcla de razas. Del total de la población el 1,65 % eran hispanos o latinos de cualquier raza.